# Hopkins megye (Kentucky)
Hopkins megye az Amerikai Egyesült Államokban, azon belül Kentucky államban található. Megyeszékhelye Madisonville, legnagyobb városa Madisonville. Lakosainak száma 45 423 fő (2020. április 1.). Hopkins megye Webster, McLean, Muhlenberg, Christian és Caldwell megyékkel határos.

## Népesség
A megye népességének változása:
| Lakosok száma | 46 885 | 46 890 | 46 722 | 46 634 | 46 222 | 45 423 |
|               | 2010   | 2011   | 2012   | 2013   | 2015   | 2020   |